# Gildehaus

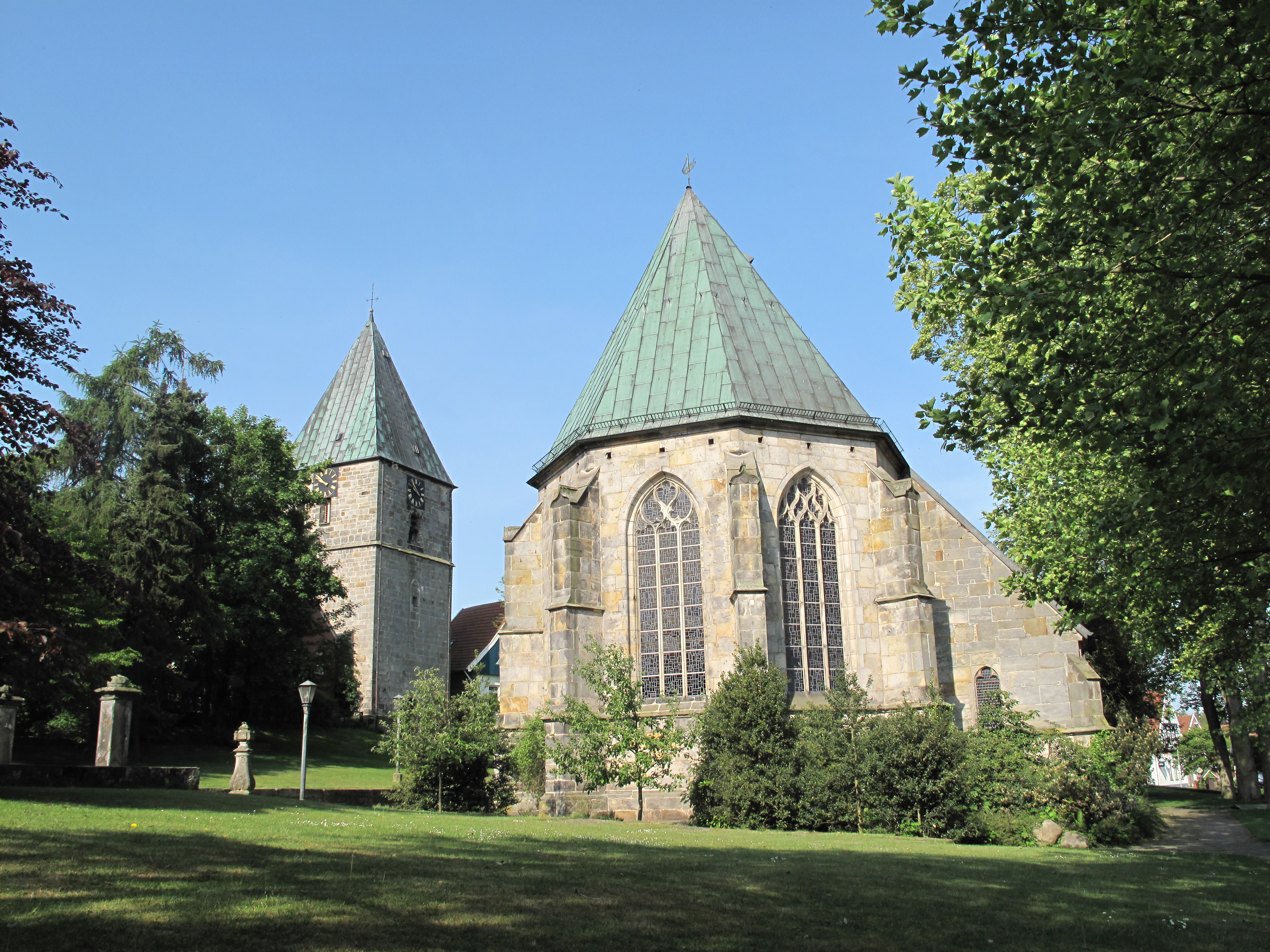
Gildehaus, de evangelische kerk

Gildehaus (Nederlands: Gildehuis) is een deelgemeente van de gemeente Bad Bentheim in de Duitse deelstaat Nedersaksen.
Het dorp ligt op een hoogte van 49 meter boven NAP vlak bij de Nederlandse grens, ten oosten van Oldenzaal. Tevens grenst het aan de Duitse deelstaat Noordrijn-Westfalen.
Het dorp werd in 1292 voor het eerst vermeld. Toen heette het nog Nyenkerken. Tot 1974 vormde Gildehaus een zelfstandige gemeente. Sindsdien behoort het tot de gemeente Bad Bentheim. Tot de parochie Gildehaus behoren ook de vroeger zelfstandige plaatsen Achterberg, Bardel, Hagelshoek, Holt und Haar, Waldseite en Westenberg.
Er is in Gildehaus een aanzienlijke Nederlandse minderheid woonachtig. Vanwege de relatief aantrekkelijke Duitse woningmarkt hebben veel Nederlanders, met name afkomstig vanuit het nabijgelegen Twente, hier een huis gekocht. In de wijk Pieper-Werning is vlak na 2000 zelfs 75% van de huiseigenaren Nederlander.

## Sport en recreatie
Door Gildehaus loopt de Europese wandelroute E11. De route, ter plaatse beter bekend als Töddenweg of Handelsweg komt vanuit Oldenzaal en vervolgt richting Bad Bentheim.

## Scholen
- Grund- und Hauptschule Gildehaus - enige Hauptschule in de gemeente Bad Bentheim
- Eylardusschule - speciaal onderwijs voor kinderen met leer- en/of gedragsproblemen
- Missionsgymnasium St. Antonius Bardel (Franziskaner)

## Bekende inwoners of oud-inwoners
- Heinrich Kloppers (1891 - 1944) Textielarbeider en verzetsstrijder
- Otto Pankok (1893 - 1966) Schilder, graficus en beeldhouwer; aan hem is in het voormalige raadhuis van Gildehaus een museum gewijd.

- Gemeinsame Normdatei: 4344900-1
- Virtual International Authority File: 155442730

Achterberg · Bardel · Gildehaus · Hagelshoek · Holt und Haar · Sieringhoek · Waldseite · Westenberg